# Internetová diskuse

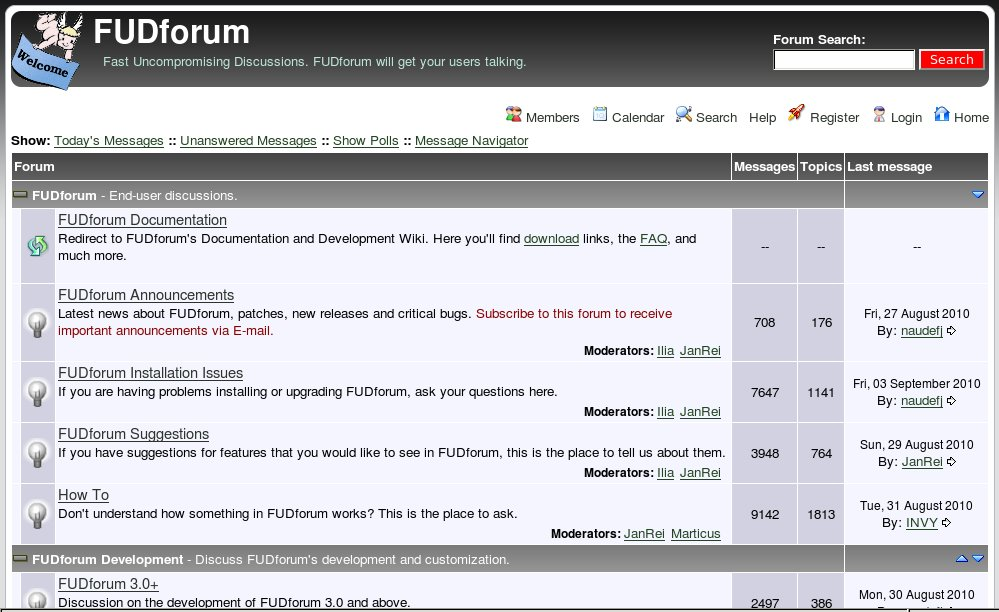
Příklad fóra FUDforum

Internetová diskuse je stránka (místo) na internetu, kam lidé vkládají své názory a reakce a ty se následně na stránce zobrazují. Oproti IRC kanálům nebo chatu se internetová diskuse obvykle liší tím, že přispěvatelé nemusí být ke stránce připojeni současně a reagovat bezprostředně, ale mohou reagovat i s odstupem mnoha dní či měsíců.
Anonymita diskuse vede často k urážlivým, vulgárním či rasistickým projevům. Internetové servery se snaží tuto problematiku řešit registrací, blokovacími automaty apod. Ve Wikipedii jsou vulgární výrazy automaticky identifikovány, nevhodné diskusní příspěvky i redakce článků jsou mazány, uživatel může být blokován. 

## Typy diskusí
Podle základního účelu lze internetové diskuse rozdělit na tyto typy:
- diskuse ke stránce nebo článku: možnost diskuse je pouze doplňkovou funkcí k základnímu obsahu, umožňuje zpětnou vazbu. Předmětem diskuse může být jak samotný text, tak téma či produkt, jichž se týká.
- návštěvní kniha (guestbook): místo pro reakci na konkrétní webový projekt, například na osobní nebo tematickou webovou stránku
- diskusní fórum: obvykle je součástí rozsáhlejšího diskusního projektu (diskusní server), umožňuje zakládat nová diskusní témata (stránky) a členit je do skupin podle témat. Jednotlivé diskuse bývají vymezeny diskusním tématem, nikoliv základním textem.
- otázky a odpovědi: některé veřejné instituce nabízejí veřejné zodpovídání dotazů, podnětů nebo stížností na speciální stránce. Charakteristické pro takové diskuse je očekávání, že k příspěvku se vyjádří odpovědný zástupce instituce. Některé takové stránky umožňují i vzájemnou diskusi návštěvníků mezi sebou. Podobně fungující stránku si může založit i kdokoliv jiný.
- chat: krátká komunikace dvou a více osob prostřednictvím komunikační sítě. Komunikace probíhá v reálném čase (instant messaging) a formou psaného textu.

## Struktura diskuse
Diskusní stránka může být buď jednoduchá (příspěvky se řadí za sebou v chronologickém pořadí, podobně jako v chatu) nebo strukturovaná (stromová struktura: příspěvky tvoří tzv. vlákna (anglicky thread), jsou na sebe navázány podle toho, na jaký předchozí příspěvek reagují). Některá prostředí umožňují přepínat mezi oběma těmito mody.
Některá prostředí umožňují nastavit počet příspěvků zobrazených na stránce, popřípadě umožňují listování diskusí. Některá prostředí zobrazují nebo umožňují zobrazit celou diskusi vcelku, popřípadě nabízejí i speciální verzi pro uložení nebo pro tisk.
Je-li v určitém projektu více diskusních stránek, mohou být členěny do skupin podle témat, přičemž v některých projektech na odpovídající zařízení dohlíží moderátor. Počet vrstev témat může být omezen.

## Moderování a regulace
Softwarové provedení může umožnit diskusi nějakým způsobem regulovat nebo řídit, v zásadě shodnými způsoby jako u chatu. K tomu mohou sloužit například tyto nástroje:
- Registrace uživatelů: zaručuje, že pod určitým jménem nebo přezdívkou nebude v diskusi vystupovat nikdo jiný, než ten, kdo si ji zaregistroval. Podmínkou registrace někdy může být uvedení osobních údajů, uhrazení účastnického poplatku nebo splnění jiných podmínek stanovených provozovatelem nebo moderátorem.

- Zobrazování IP adresy: na některých diskusních serverech je u příspěvků zobrazována IP adresa vkladatele příspěvku nebo její část, což má oslabit pocit anonymity a nezodpovědnosti přispěvatelů.

- Moderátoři, odstupňování práv uživatelů: jednomu nebo více uživatelům může být zakladatelem diskuse nebo provozovatelem platformy svěřeno právo mazat, případně přemisťovat vložené příspěvky nebo celé diskusní stránky, popřípadě blokovat určité uživatele nebo IP adresy.

- Moderátoři mohou mít též vyhrazené právo reagovat na příspěvky (v diskusích typu „otázky a odpovědi“ nebo „návštěvní kniha“).

- Diskuse může být veřejná nebo neveřejná. Může být výčtem nebo typově vymezeno, kdo smí diskusní fórum číst, a ještě úžeji může být vymezena možnost přispívat do diskuse. Některé diskuse jsou určeny pouze pro pozvané nebo jsou zpřístupněny zájemci pouze na žádost. Často bývají omezena práva neregistrovaných uživatelů a málo aktivních nebo čerstvě zaregistrovaných uživatelů.

- Zakládání nových diskusních stránek (témat) může být buď umožněno jakémukoliv uživateli, nebo vyhrazeno například jen registrovaným uživatelům, jen moderátorům nebo jen provozovateli projektu.

- Zveřejnění (zobrazení) příspěvků může být podmíněno jejich předchozím schválením moderátorem.

## Software
Na internetu jsou ke stažení různé skripty pro fóra, nejznámější jsou asi phpBB, Invision Power Board a vBulletin. Pouze první zmíněný je poskytován zadarmo. Dále existuje mnoho open-sourcových řešení.

## Zvyklosti a etika
U moderovaných diskusí je úkolem moderátora (moderátorů) i cenzura. Obvykle nejsou trpěny protizákonné, extrémně vulgární nebo jinak nežádoucí příspěvky. Je-li diskuse vymezena tématem, nežádoucí jsou rovněž tzv. příspěvky „off topic“, tedy netýkající se původního tématu. Záleží však na míře a způsobu moderování, zda nevhodné příspěvky jsou mazány. V diskusích, které mají charakter prezentace určité instituce, firmy nebo názorového směru, bývají někdy mazány (nepřipuštěny) rovněž příspěvky, které by svým obsahem mohly narušovat zájem zakladatele diskuse.
Kontroverzní a konfrontační příspěvky, které nejsou zcenzurovány, mohou vyvolat tzv. flame war. Zaplňování diskuse nesmyslným obsahem se nazývá tapetování.
Vznikají různé kodexy chování na internetu – některé bývají prezentovány pod názvem netiketa. Zvyklosti nebo pravidla v konkrétním diskusním projektu se mohou týkat:
- Dodržování tématu. Zatímco někde jsou trpěny rozsáhlé odbočky „off topic“, jinde jsou nemilosrdně mazány. Na některých diskusních projektech se nepovažuje za žádoucí zakládat další stránku k tématu, pro něž už diskuse byla založena.
- Zdvořilosti. V některých diskusích nejsou vítány slovní napadání, nadávky, vulgarity a flame war.
- V obecných (lidových) internetových diskusích obvykle převládá tykání nad vykáním. V oficiálních diskusích (např. stránka „Otázky a odpovědi“ na webu obce nebo firmy) a v některých odborných a akademických diskusích může být standardem vykání. [2] [3]
- Stylu. Používání velkých písmen je konvenčně považováno za křik. Míra a způsob používání smajlíků a podobných grafických prvků jsou věcí místních zvyklostí. Použitá forma jazyka (spisovný jazyk, hovorový jazyk, míra nespisovnosti, vulgarity a jazykových inovací, používání diakritiky) závisí na místních zvyklostech.
- Reklama a spam, pokud se netýkají tématu, bývají považovány za nežádoucí a obtěžující. Někde bývá blokováno i například vkládání internetových odkazů, které s témat souvisí, u komerčně založených diskusních projektů mohou za nežádoucí mohou být považovány i odkazy na konkurenční diskuse.
- Zatímco v některých diskusích je obvyklé vystupovat zásadně pod přezdívkami (nicky), v jiných diskusích naopak může být žádáno a očekáváno vystupování vlastním jménem a občanskou identitou, zatímco příspěvky vkládané pod přezdívkami nebo pseudonymy mohou být považovány za neetické a nežádoucí.
- V každé diskuzi je vhodné dodržovat pravidla SFS - slušně, fakticky, smysluplně.[zdroj?]

## České diskusní servery
Uvést úplný výčet českých diskuzních fór není možné, protože je jich moc a stále se mění. Například rozcestník Seznam.cz uvádí cca 250 veřejných diskuzních fór (duben 2020) a dělí je na
- Kulturní fóra (16),
- Odborná fóra (167) a
- Společenská fóra (68).[4]

Diskuzních serverů bude ještě více, protože mnohé z nich jsou neveřejné nebo určené pro uzavřenou komunitu. Pouze na doménách zákazníků hostingu C4 je v provozu 185 diskuzních serverů, nejběžnější jsou PhpBB a Kunena.